# Øster Uttrup
Øster Uttrup er et lille kvarter i Aalborg og en landsby i landsone, beliggende i den nordlige del af Aalborg Øst i Nørre Tranders Sogn. Fra Aalborg Centrum er der seks kilometer mod øst til Øster Uttrup.
Lokalsamfundet har en borgerforening, et forsamlingshus og et socialt mødested med foreninger BRUGSHUSET – opkaldt efter den tidligere brugs der var i lokalerne. Borgerforeningen holder hvert år et større loppemarked første weekend i august.
|  | Denne artikel om lokaliteten Øster Uttrup kan blive bedre, hvis der indsættes et (bedre) billede. Du kan hjælpe ved at afsøge Wikimedia Commons for et passende billede eller lægge et op på Wikimedia Commons med en af de tilladte licenser og indsætte det i artiklen. |

57°2′38″N 10°0′40″Ø / 57.04389°N 10.01111°Ø